# Чинквале (Маса-Карара)
Чинквале је насеље у Италији у округу Маса-Карара, региону Тоскана.
Према процени из 2011. у насељу је живело 8270 становника. Насеље се налази на надморској висини од -9999 м.